# 専門学校名古屋デザイナー・アカデミー
専門学校名古屋デザイナー・アカデミー（せんもんがっこうなごやデザイナー・アカデミー）は、愛知県名古屋市中区栄にある専門学校。学校法人21世紀アカデメイアが運営する。

## 沿革
- 1968年4月 - 東京デザイナー学院 中日ビル校を開校[1]。
- 1977年4月 - 校舎移転により、東京デザイナー学院 名古屋校へ校名変更。専修学校認可を受ける[1]。
- 2002年4月 - 名古屋デザイナー学院へ校名変更[1]。
- 2024年 - 専門学校名古屋デザイナー・アカデミーへ校名変更。

## 学科編成
＜昼間部（2年制）＞　2025年度
- グラフィックデザイン学科
  - グラフィックデザイン専攻
  - 広告デザイン専攻
  - パッケージデザイン専攻
  - Webデザイン専攻
  - 雑誌編集・ブックデザイン専攻
  - 商品企画専攻

- イラストレーション学科
  - イラストレーション専攻
  - キャラクターイラスト専攻
  - 商品デザイン専攻

- マンガ学科
  - マンガ専攻
  - コミックイラスト専攻

- アニメーション学科
  - アニメーション専攻

- ゲーム・CG学科
  - 2DCGデザイン専攻
  - 3DCGデザイン専攻

- インテリアデザイン学科
  - インテリアデザイン専攻
  - インテリアコーディネート専攻
  - ショップデザイン専攻
  - ディスプレイデザイン専攻
  - 家具デザイン専攻

- ファッションデザイン学科
  - ファッションデザイン専攻
  - ファッションクリエイター専攻
  - ファッションスタイリスト専攻
  - コスチュームデザイン専攻
  - ファッション雑貨デザイン専攻

- 造形デザイン学科
  - プロダクトデザイン専攻
  - 雑貨デザイン専攻
  - フィギュア造形専攻
  - 特殊メイク専攻

＜昼間部（1年制）＞　2025年度
- 研究学科

## 著名な出身者
- 稲葉真弓（小説家）
- 川元利浩（アニメーター）
- 楠桂（漫画家）[2]
- もりけん（イラストレーター、漫画家）
- 珠黎皐夕（イラストレーター、漫画家）[2]
- 西尾鉄也（アニメーター）
- 伊藤彰（漫画家）

## 所在地
- 愛知県名古屋市中区栄5-1-3

## アクセス
- 名古屋市営地下鉄東山線・名城線栄駅
- 名古屋市営地下鉄名城線矢場町駅